# Digitonthophagus
Digitonthophagus là một chi bọ cánh cứng thuộc họ Scarabaeidae.